# Aon Center (Los Angeles)
Das Aon Center ist ein 262 Meter hoher, 62-stöckiger Wolkenkratzer in Los Angeles. Es wurde 1974 eröffnet und war das höchste Gebäude in Los Angeles, bis es im Jahre 1990 vom 310 Meter hohen U.S. Bank Tower übertroffen wurde. Seit der Eröffnung des Wilshire Grand Tower 2017 ist es noch das dritthöchste Gebäude der Stadt. Das Gebäude besitzt eine quadratische Grundfläche und eine schwarze Fassade mit weißen Ecken. An der Spitze befindet sich das rote Logo der Aon plc.
Am 4. Mai 1988 brach in der 12. Etage ein Feuer aus, wobei eine Person getötet und 40 weitere verletzt wurden. Außerdem wurden fünf Stockwerke zerstört, was einen Schaden von 50 Millionen US-Dollar verursachte. Die anschließenden Reparaturen dauerten vier Monate.